# Segoyuela de los Cornejos
Segoyuela de los Cornejos es una localidad española del municipio salmantino de Tejeda y Segoyuela, en la comunidad autónoma de Castilla y León.

## Ubicación
Está situada al norte de la localidad de Tejada. Ubicada en la provincia de Salamanca, pertenece al término municipal de Tejeda y Segoyuela.

## Historia
A mediados del siglo XIX, la localidad, por entonces cabeza de un municipio independiente, contaba con una población de 45 habitantes. Aparece descrita en el decimocuarto volumen del Diccionario geográfico-estadístico-histórico de España y sus posesiones de Ultramar de Pascual Madoz de la siguiente manera: 

SEGOYUELA DE LOS CORNEJOS: l. con ayunt. en la prov. y dióc. de Salamanca (8 leg), part. jud. de Sequeros (4 1/2), aud. terr. de Valladolid (30) y c. g. de Castilla la Vieja. Está fundada en la ladera de una pequeña colina con clima muy sano. Se compone de unas 20 casas y una igl. aneja de la de Avililla cuyo párroco la sirve. Confina el térm. por el N. con el del Villar del Profeta; E. los Arevalos; S. Tejada, y O. Pedraza; hay en él varias fuentes de cuyas aguas se surten los vec. El terreno es flojo, pizarroso y todo de secano. caminos: la calzada de Tamames á Alba que pasa por el pueblo. El correo se recibe de Tamames. prod.: toda clase de cereales y algunas patatas; hay ganado lanar, vacuno y de cerda y caza menor. pobl.: 10 vec., 45 alm. riqueza prod.: 363,000 rs. imp.: 14,543.
(Madoz, 1849, p. 149)

En 2022 la localidad tenía censados 15 habitantes.